# Cinnamomum dulcis
Cinnamomum dulcis là loài thực vật có hoa trong họ Nguyệt quế. Loài này được Sweet miêu tả khoa học đầu tiên năm 1830.